# Катастрофа ATR 72 в Гуасимале
Катастрофа ATR 72 в Гуасимале — крупная авиационная катастрофа самолёта ATR-72-212, принадлежащего компании Aero Caribbean, произошедшая 4 ноября 2010 года в провинции Санкти-Спиритус в центре Кубы.
Самолёт выполнял рейс 883 Сантьяго-де-Куба — Гавана и был одним из последних рейсов перед закрытием воздушного пространства в преддверии урагана «Томас». В 17:42 по местному времени (22:42 UTC) пилоты последний раз вышли на связь с авиадиспетчерами, чтобы сообщить об экстренной ситуации на борту, вскоре самолёт потерпел катастрофу.

## Экипаж и пассажиры
Погибли все 68 человек, находившиеся на борту самолёта, в том числе 40 граждан Кубы и 28 иностранцев — 9 граждан Аргентины, 7 граждан Мексики, 3 гражданина Нидерландов, 2 гражданина Германии, 2 гражданина Австрии и по одному гражданину Испании, Франции, Италии, Японии и Венесуэлы.
| Гражданство | Количество пассажиров | Количество членов экипажа | Всего |
| ----------- | --------------------- | ------------------------- | ----- |
| Куба        | 33                    | 7                         | 40    |
| Аргентина   | 9                     | 0                         | 9     |
| Мексика     | 7                     | 0                         | 7     |
| Нидерланды  | 3                     | 0                         | 3     |
| Австрия     | 2                     | 0                         | 2     |
| Германия    | 2                     | 0                         | 2     |
| Венесуэла   | 1                     | 0                         | 1     |
| Испания     | 1                     | 0                         | 1     |
| Италия      | 1                     | 0                         | 1     |
| Франция     | 1                     | 0                         | 1     |
| Япония      | 1                     | 0                         | 1     |
| Всего       | 61                    | 7                         | 68    |

6 ноября 2010 года были обнаружены тела всех 68 человек, находившихся на борту самолёта, и переданы в Институт судебной медицины в Гаване для идентификации.

## Расследование
Власти Кубы 5 ноября создали комиссию по расследованию причин крушения самолета. Сообщалось, что специалисты Бюро расследований и анализа в области безопасности гражданской авиации Франции готовы вылететь на Кубу для участия в расследовании причин катастрофы. Однако по заявлению судебного эксперта и ректора Гаванского университета медицинских наук Хорхе Гонсалеса расследование обстоятельств катастрофы будет вестись исключительно кубинскими специалистами. 6 ноября на месте катастрофы обнаружен бортовой самописец.
16 ноября власти представили окончательный отчёт с анализом причин катастрофы. ATR (изготовитель самолёта) подтвердило, что в момент катастрофы самолет находился в рабочем состоянии. Анализ записей бортовых самописцев показал, что катастрофа была вызвана сочетанием таких факторов, как крайне плохие погодные условия, вызвавшие сильное обледенение, и плохое взаимодействие в экипаже.